# Alessandro Servici
Alessandro Servici (Mombaroccio, 26 ottobre 1517 – Urbino, 1590) è stato un giurista italiano.

## Biografia
Il conte cavaliere Alessandro Servici fu podestà di Mombaroccio e di Urbino. Scoperto un tentativo di congiura da parte di alcuni ministri verso il duca Francesco Maria II della Rovere, ne informò lo stesso in tempo per sventarlo, e poco dopo fu nominato suo ministro e segretario particolare.
Divenne tanto fedele ed affezionato amico, che alla sua morte il duca ordinò che a proprie spese fossero resi solenni funerali ai quali, oltre gli eredi, concorse il comune di Mombaroccio.
A lui fu dedicata nel 1894 una lapide (insieme ad altri illustri personaggi) che si trova nella facciata del palazzo comunale, oltre che una via principale del paese.
Inoltre in particolare ci sono ben 2 vie di Mombaroccio dedicate a lui.